# Club Deportivo Peerless
O Club Deportivo Peerless é  um time peruano de voleibol indoor masculino da cidade de Lima. Em seu histórico obteve a medalha de bronze na edição do Campeonato Sul-Americano de Clubes de 1987 e semifinalista nos anos de 1991 e 2011.O clube passou 15 anos fora da elite do voleibol peruano e já possuía sete títulos nacionais.Atualmente disputa a Liga A1 Peruana  desde 2010 e neste mesmo ano conquistou seu primeiro título nacional com esta nomenclatura.Após sagra-se tetracampeão nacional consecutivamente, em 2014 ficou com o vice-campeonato, recuperando o título em 2015 quando obteve a qualificação para o Campeonato Sul-Americano de Clubes de 2016, quarta ocasião de sua participação.

## Resultados obtidos nas principais competições

### Títulos conquistados
- Campeonato Peruano(12 vezes):2010,2011,2012,[14]2013, 2015[7] e 2017
- Campeonato Peruano:2014[9], 2018 e 2019
- Campeonato Peruano:2016
- Torneio Internacional Tcna:2012[13] e 2013
- Campeonato Sul-Americano:1987[1][2]
- Campeonato Sul-Americano:1991[2] e 2011[7]